# Heinrich Abeken
Heinrich Abeken (Osnabrück, 19 de agosto de 1809 — Berlim, 8 de agosto de 1872) foi um teólogo alemão e oficial prussiano.

## Biografia
Abeken estudou teologia em Berlim e em 1834 tornou-se capelão da embaixada prussiana em Roma. Visitou a Inglaterra no ano de 1841 para ajudar na fundação de um episcopado teuto-britânico em Jerusalém. Foi indicado ao Ministério das Relações Exteriores prussiano em 1848 e cinco anos depois foi promovido a conselheiro privado de legação (Geheimer Legationsrath).
Abeken esteve a serviço dos políticos prussianos por mais de vinte anos tendo ajudado Bismarck ao redigir os despachos oficiais além de atuar como representante do Ministério do Exterior em várias viagens de Frederico Guilherme IV. Em 1851 Abeken publicou anonimamente o livro "Babylon und Jerusalem", no qual ele criticava as opiniões da Condessa von Hahn-Hahn.
Apesar de sua dedicação à política, Abeken nunca abandonou a teologia e continuou a escrever sobre tema durante toda a sua vida. Seu interesse pela arte e pela arquitetura também eram evidentes, sendo patrocinador do Instituto Arqueológico de Roma e membro do Sociedade Arqueológica de Roma.